# Blue Yonder
Blue Yonder is het vijfde muziekalbum van de Schotse band Pilot. 
Het laatste album van Pilot, Two’s a Crowd, dateert alweer van 1977 als in Japan de vraag om dat album op cd uit te brengen meer steeds groter wordt; het staat in de Top10 van verzoeken om albums alsnog over te zetten. Het zit er echter niet in, want Arista het platenlabel van het laatste album bevindt zich in een faillissement. Bovendien is de rest van de wereld Pilot al lang vergeten. De enige mogelijkheid is dan, dat Pilot met een nieuw album komt, maar daarvoor hebben de heren te weinig muziek. Er wordt gekozen om het album Two’s a Crowd grotendeels opnieuw op te nemen, nu zonder de zware middelen, die Alan Parsons bij het origineel inzette. Het orkest van Andrew Powell ontbreekt dus ook. Door die omissie klinkt Pilot op Blue Yonder meer op Pilot van de eerste drie albums en klinkt het niet meer als een album van The Alan Parsons Project. Het album wordt alleen in Japan uitgebracht; vijf jaar volgt dan alsnog de release van Two’s a Crowd op cd; ook alleen in Japan..

## Musici
- David Paton / Ian Bairnson – alle muziekinstrumenten, behalve achtergrondzang op (5) en:
- David Paton – basgitaar, zang
- Ian Bairnson – gitaar, zang
- William Lyall – toetsen;
- Stuart Tosh – slagwerk op (12).

## Composities
1. Get up and go (DP)
2. Library door (DP)
3. Creeping ‘round at midnight (IB)
4. One good reason why (IB)
5. There’s a place (IB)
6. I wonder (DP)
7. Monday Tuesday (IB)
8. Ten feet tall (DP)
9. Evil eye (DP)
10. When the sun comes (DP)
11. Lovely lady smile (DP-Lyall)
12. Hold me (IB)(live).